# Ödemarksområde

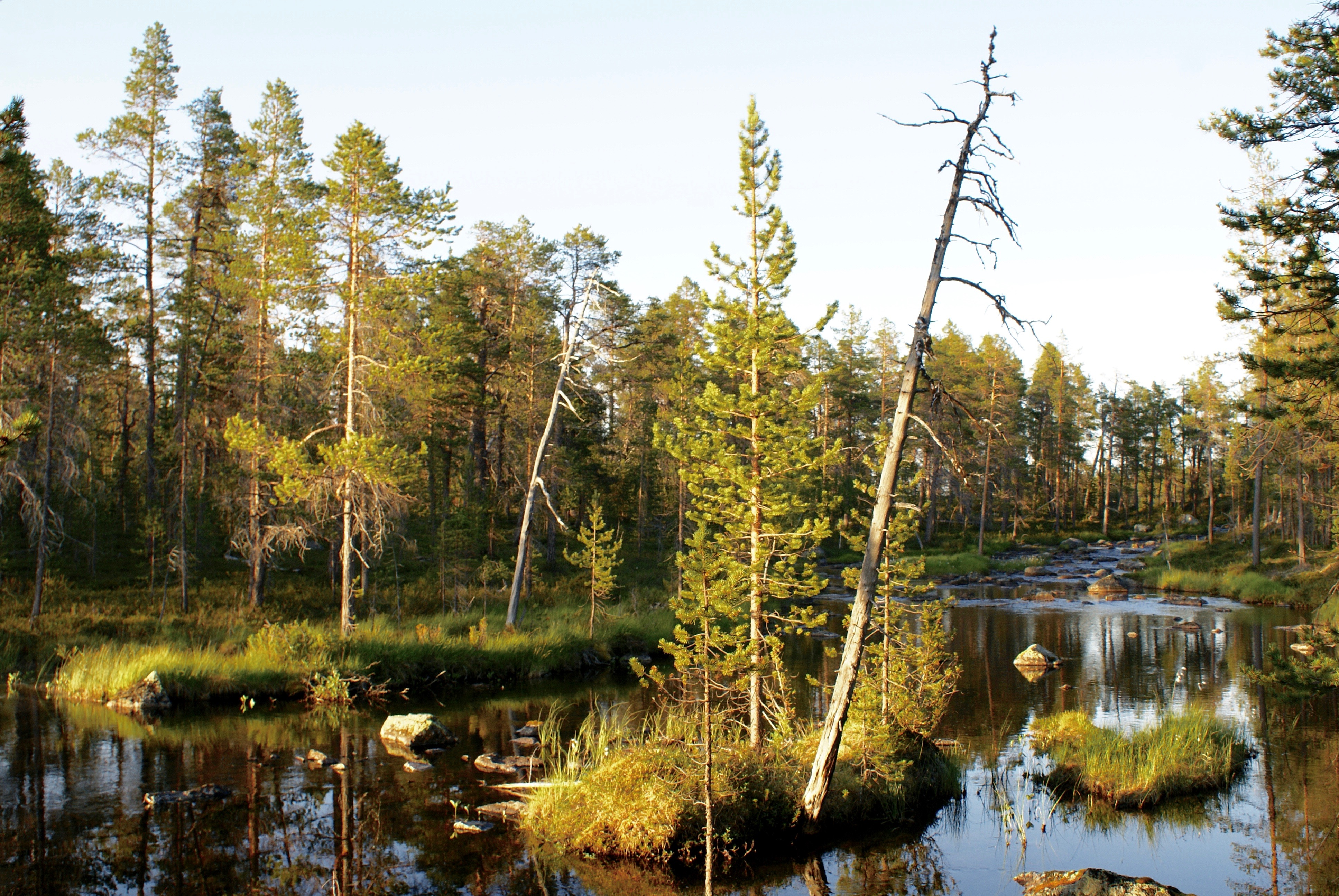
Kapperijoki i Vätsäri ödemarksområde.

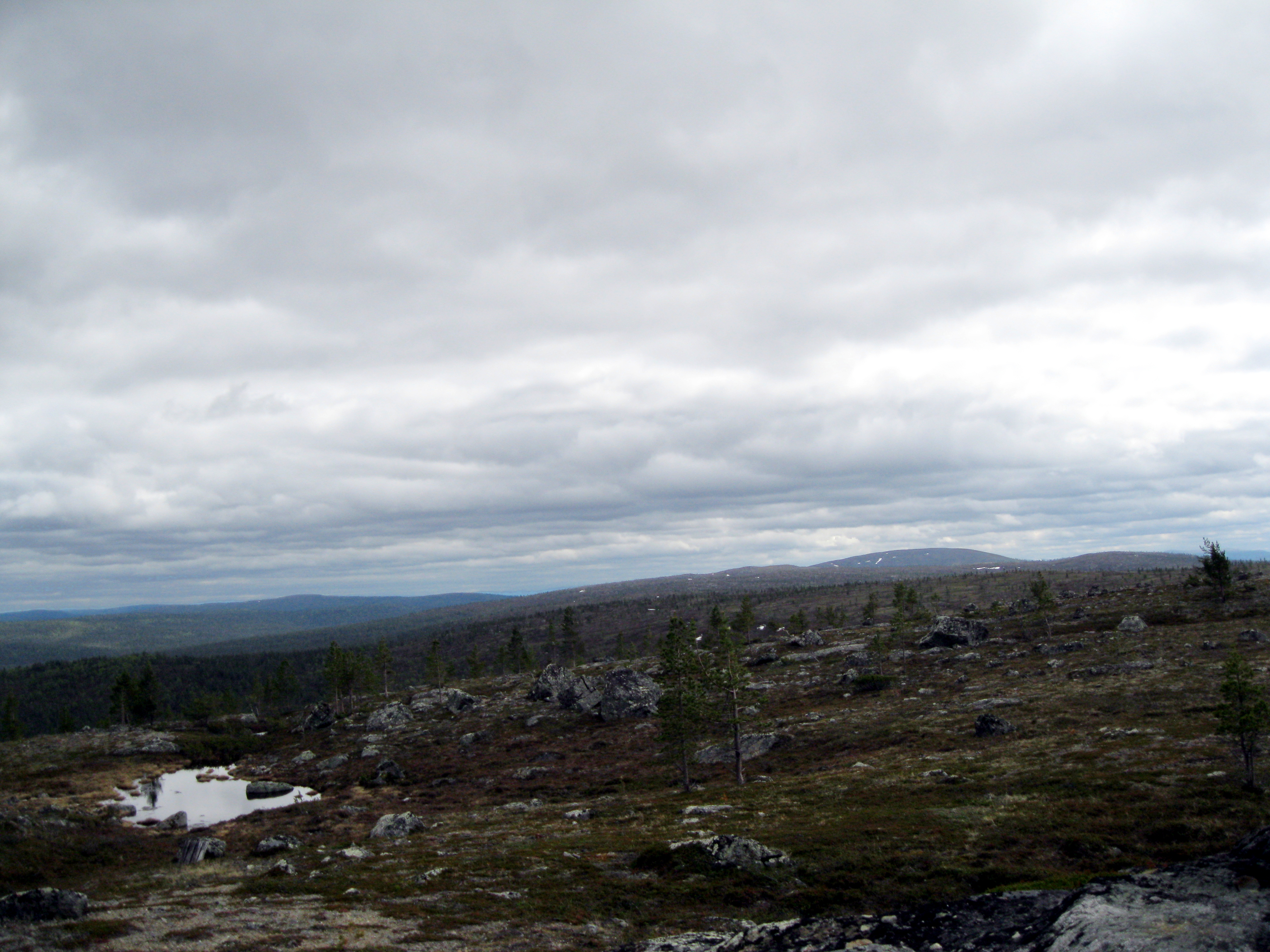
Tsarmitunturi ödemarksområde.

Ödemarksområden (finska: erämaa-alue) är områden i Finland som skyddats genom ödemarkslagen den 17 januari 1991 (1991:62). De har inrättats för att bevara områdenas ödemarkskaraktär och trygga den samiska kulturen och naturnäringarna.
Skyddet omfattar ca 15 000 km² i Lappland. Utmål för gruva får inte fastställas och permanent väg inte anläggas utan särskilt tillstånd. Renskötsel, fiske, jakt och insamling av naturprodukter är, liksom "naturenlig skogsvård", tillåtna enligt en skild plan. Områdena sköts av Forststyrelsen.
- Lapska armens ödemarksområde i Lapska armen
- Tarvantovaara ödemarksområde kring Tarvantovaara i Lapska armen
- Pöyrisjärvi ödemarksområde kring och sydost om Pöyrisjärvi
- Muotkatunturi ödemarksområde nordväst om Enare kyrkoby
- Paistunturi ödemarksområde kring Paistunturit och Kevo kanjon
- Kaldoaivi ödemarksområde kring Kaldoaivi i Utsjoki kommun
- Vätsäri ödemarksområde kring Vätsäri, nära Treriksröset Finland-Norge-Ryssland
- Tsarmitunturi ödemarksområde i sydöstra Enare kommun, mot gränsen till Ryssland
- Hammastunturi ödemarksområde kring Hammastunturi, inklusive Ivalojoki guldgrävarområde
- Pulju ödemarksområde mellan Pöyrisjärvi ödemarksområde och Lemmenjoki nationalpark
- Kemihaara ödemarksområde där Kemi älv får sitt upphov, intill Urho Kekkonens nationalparks södra del
- Tuntsa ödemarksområde söder om Urho Kekkonens nationalpark